# Eschscholzia elegans
Eschscholzia elegans лат.  — вид травянистых растений рода Эшшольция (Eschscholzia) семейства Маковые (Papaveraceae).

## Таксономия
Некоторые источники относят Eschscholzia elegans к синонимам Eschscholzia ramosa.

## Ареал и местообитание
Eschscholzia elegans встречается на острове Гуадалупе, а также на небольшом соседнем острове Седрос в мексиканском штате Нижняя Калифорния. Это один из трёх видов Эшшольции (вместе с Eschscholzia ramosa и Eschscholzia palmeri), эндемичных для Гуадалупе.

## Описание
Eschscholzia elegans очень похожа на E. ramosa. Хромосомный набор: n = 18. Семена этого вида более похожи на кустарниковый вид Эшшольции Eschscholzia palmeri.